# Siben
Sibenet (latin: os. ethmoidale; fra græsk: ethmos, "sieve") er en uparret knogle i det menneskelige kranium der separarer næsehulen fra hjernen. Det er lokaliseret i toppen af den menneskelige næse, mellem de to øjenhuler.
Den kubiske knogle er letvægt på grund af den svampeagtige konstruktion. Sibenet er en af de knogler der danner øjets øjenhule.